# Microichthys coccoi
Il Microichthys coccoi, noto in italiano come microittio, è un pesce osseo marino della famiglia Epigonidae. Si tratta di una delle specie ittiche meno note dell'intera fauna mediterranea. Prende il nome dallo scienziato messinese Anastasio Cocco. 

## Distribuzione e habitat
Per lungo tempo è stato ritenuto endemico del mar Mediterraneo (dove è stato trovato solo nello stretto di Messina) ma pare che sia presente anche nell'Oceano Atlantico.  Apparentemente è una specie rarissima nota solo attraverso esemplari trovati morti sulle spiagge dello stretto di Messina, coste note per fornire numerosi esemplari di fauna di profondità.
Non si sa nulla né della sua biologia né del suo ambiente di vita ma si crede che sia un pesce pelagico di profondità.

## Descrizione
Si tratta di un pesciolino minuscolo che sembra non superi i 3 cm di lunghezza. La testa è molto grande e la bocca è ampia. L'occhio è grande. Le pinne dorsali sono due, all'incirca simili. La pinna caudale ha un'intaccatura centrale. La pinna anale è più lunga delle dorsali. 
Il colore è azzurro con riflessi violacei e rossastri. Il dorso è fittamente punteggiato di scuro, sul fianco vi è una fascia argentata. Lungo la linea laterale c'è una serie di lineette scure verticali che vanno dall'opercolo al peduncolo caudale, sul quale c'è una macchia scura. L'occhio è argentato verdastro con una macchia a forma di mezzaluna.

## Biologia
Completamente ignota

### Alimentazione
Lo stomaco  di alcuni dei pochissimi esemplari noti conteneva piccoli crostacei planctonici.

## Tassonomia e specie affini
Il Microichthys sanzoi (Spartà, 1950) noto come microittio del Sanzo  probabilmente è identico a M. coccoi, si distingue da esso per il corpo più allungato. Ne è noto un solo esemplare dello stretto di Messina.